# Saint-Juire-Champgillon
Saint-Juire-Champgillon é uma comuna francesa na região administrativa da Pays de la Loire, no departamento de Vendéia. Estende-se por uma área de 20,75 km². Em 2010 a comuna tinha 427 habitantes (densidade: 20,6 hab./km²).